# Diego Mesaglio

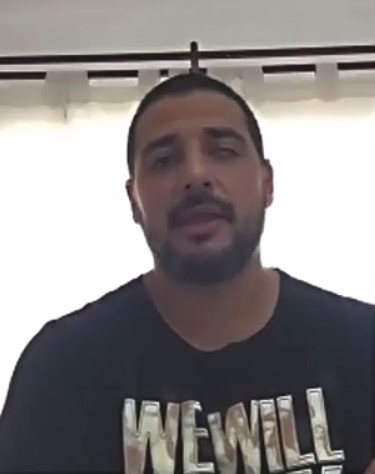
Diego Mesaglio, 2020

Diego Mesaglio (* 20. Februar 1984 in Luján, Buenos Aires, Argentinien) ist ein argentinischer Filmschauspieler.

## Leben
Im Alter von 10 Jahren begann er seine Karriere als Schauspieler. Sein erster Film, in dem er mitwirkte, war Amigomío.
2010 gab er sein Filmdebüt im Film Matar a Videla, welcher eine gute Kritik erhielt.

## Filmografie
- 1994: Amigomío
- 1995–2006: Chiquititas
- 1998–2000: Verano del ’98
- 2002–2003: Rebelde Way – Leb dein Leben
- 2004–2005: Floricienta
- 2013: Fußball – Großes Spiel mit kleinen Helden (Metegol, Sprechrolle)
- 2017–2018: Un gallo para Esculapio